# Sphecodes minor
Sphecodes minor är en biart som beskrevs av Robertson 1898. Sphecodes minor ingår i släktet blodbin, och familjen vägbin. Inga underarter finns listade i Catalogue of Life.